# The Broken Beats
The Broken Beats blev dannet i 2001 af frontmand, sanger og sangskriver Kim Munk med en klar ambition, om at sælge plader uden for landets grænser. Og ikke for hvem som helst. Derfor blev The Broken Beats' første demo kun sendt til selskaberne Geffen og Hazelwood i henholdsvis USA og Tyskland. Med en kontrakt med sidstnævnte som resultat.
Fra 2003 til 2005 var The Broken Beats derfor travlt beskæftiget med at turnere og promovere i Tyskland. Dog ikke uden interne stridigheder. Faktisk var uoverensstemmelserne så voldsomme, at Munk efter ved udsendelsens andet album i 2005 var eneste tilbageværende, oprindelige bandmedlem.
Som om der ikke var nok problemer, afviste Hazelwood Munks bud på et tredje album, hvorefter den slukørede sangsmed vendte snuden mod Danmark for i stedet at afprøve mulighederne i hjemlandet. Og der skulle ikke gå lang tid, før A:larm bed på krogen.
Det første håndgribelige resultat blev titlen som Ugens Uundgåelige på P3 i uge 21 i maj 2006 med den perlende singleforløber 'Essentials'. Et nummer der også siden hen, i efteråret fængede an hos seerne på DR's musikprogram Liga.dk.
D. 25. september 2006 udkom så The Broken Beats første studiealbum udgivet i Danmark (det tredje i alt), 'In The Ruin For the Perfect', hvor Munk demonstrerer sin veludviklede sans for at skrive smægtende, teatralsk pop rock med inspiration fra primært engelske navne som Morrissey, The Divine Comedy og Prefab Sprout.
Med 'In The Ruin For The Perfect' blev The Broken Beats nomineret til den prestigefyldte P3 Prisen, 2006 og nomineret i flere kategorier til kritikerprisen Steppeulven, samme år.
I løbet af 2006/2007 turnerede The Broken Beats i Danmark og Europa, og spillede bl.a på Roskilde Festival 2007.
I januar 2009 udkom The Broken Beats fjerde album 'You're Powerful, Beautiful and Extrodinary', og første single 'The Rules' var igen Ugens Uundgåelige på P3. 'The Rules' blev senere titelsang i DR2's satireserie 'Manden Med De Gyldne Ører'. 

## Diskografi

### Albums
- 2003: The Weather Beats The Rythm
- 2005: Them Codes...Them Codes
- 2006: In the Ruin For the Perfect
- 2009: You're Powerful, Beautiful and Extrodinary
- 2013: Only Love (EP)
- 2013: All Those Beginnings